# Macarena Cabrillana
Macarena Andrea Cabrillana Sanhueza (Recoleta, Santiago, 31 de marzo de 1992) es una deportista y tenista en silla de ruedas chilena.
Se ha destacado como número 16.ª individual y 13.ª en dobles en 2017.
Es una de las veintinueve atletas que representaran a Chile en los Juegos Paralímpicos de París 2024.

## Vida
Nació en la comuna de Recoleta y gran parte de su adolescencia la vivió en Conchalí. Es hija Marisol Sanhueza y Miguel Cabrillana, siendo niña, ellos se separaron y se fue a vivir con sus abuelos durante su enseñanza básica, así ellos se convirtieron en sus segundos referentes durante esa etapa. Si bien su madre, por temas económicos no podía mantenerla, siempre estuvo presente junto a su padre.
Macarena, a los 16 años en 2008, sufriendo de depresión, saltó de un edificio para quitarse la vida. Sobrevivió, pero quedó con una paraplejia lumbar y no pudo volver a caminar. Después de un mes en la Clínica Dávila,comenzó su rehabilitación en el Instituto Teletón Santiago, y ahí, luego de acercarse a la Unidad de Ejercicio y Deporte Adaptado, conoció el tenis paralímpico.
“No tenía idea de qué se trataba el tenis en silla de ruedas, nunca en mi vida lo había escuchado”, comenta. Así comenzó a asistir al taller solo por rehabilitación y sin pensar que podría dedicarse profesionalmente a esa disciplina. “Al principio era malísima, me costaba mucho mover la silla. Después me fue gustando cada vez más”, recuerda.
Su desempeño en el tenis ha ido destacando con el paso del tiempo. Torneos internacionales, varios Grand Slam y mundiales son solo algunas de las competencias en que Macarena ha participado y brillado. “Se me fueron abriendo puertas. Tuve la posibilidad de viajar fuera de Chile, lo que para mí era impensado. He logrado adquirir una capacidad de quererme y aceptarme tal como soy. Estar en una silla de ruedas no es nada del otro mundo, es solo una condición diferente”, añadió.
Además, se ha empeñado en compartir su experiencia de vida y aprendizajes, siendo una vocera de la importancia de la salud mental y de combatir la depresión como enfermedad. Defensora de la inclusión, ha jugado además en Roland Garros y es la tenista paraolímpica número 1 de Chile, ha representadó al país en los Juegos Parapanamericanos de 2023.

## Galardones
- 2019, Medalla de Plata en Lima.
- 2023, Medalla de Bronce en Santiago.